# Jan Jiří Achbauer starší
Jan Jiří Achbauer starší, německy Johann Georg Achbauer der Ältere (event. Aichbauer, Aychbauer, Aichpam, Aichpaur, Euchbaur, narozen před rokem 1650 Landl – 16. března 1683 Praha) byl stavitel z Horních Rakous působící v Čechách.

## Životopis
Jan Jiří Achbauer pocházel ze stavitelského rodu z hornorakouského Landlu. Roku 1657 jako zednický tovaryš získal občanské právo na pražské Malé Straně. Od roku 1656 byl ženatý se vdovou Marthou Millerovou. Po její smrti se oženil s Annou Marií Langovou z Litoměřic, která se po Achbauerově smrti vdala za stavitele Kryštofa Dientzenhofera. Ten svému svému nevlastnímu synovi Janu Jiřímu Achbauerovi ml. odkázal své dědictví.

## Dílo
- Vedl přestavbu Buquoyského paláce čp. 486/III na Velkopřevorském náměstí[1]
- Přestavěl malostranský dům U zlatého šneku čp. 408/III v uličce U lanové dráhy 2 a v majetku jeho rodiny dům zůstal  až do roku 1804.[2]
- Lichtenštejnové pověřili Jana Jiřího Achbauera přestavbou koutového domu pro barokní palác čp. 258/III na Horním Malostranském náměstí v Praze.
- Pro Lobkovice vystavěl 
  - zámeček v Nedrahovicích
  - na zámku Vysoký Chlumec vedl rekonstrukční práce
- Aichbauerovský dům čp. 465/III v Nosticově ulici 2 na Kampě přestavěl pro sebe a svou rodinu z původně drobného domku za Nosticovskou jízdárnou.